# Blowzabella
Blowzabella ist eine englische Folkband, die Drehleiern, Dudelsäcke, Melodeons und zahlreiche weitere akustische Instrumente spielt. Der Klang ihrer treibenden kraftvollen Tanzmusik basiert auf dem Sound von Bordunen, ist beeinflusst von britischer und europäischer traditioneller Tanzmusik und verzichtet weitestgehend auf rhythmusgebende Instrumente wie Percussion, Trommeln etc. Sie gilt als eine stilbildende Band der europäischen Folkmusik, die zahlreiche Epigonen nach sich gezogen hat.

## Geschichte
Die Band wurde 1978 in London von Bill O’Toole (Dudelsack, Flöte) aus Sydney (Australien), Jonathan Swayne (Dudelsack, Flöte) aus Glastonbury, Dave Armitage (Melodeon, Bombarde, Percussion), Sam Palmer (Dudelsack) und Chris Gunstone (Bouzouki, Tapan – mittelasiatische Rahmentrommel) gegründet. Der Name der Band kommt von einem populären Tanzstück in London aus dem späten 17. Jahrhundert.
Die Musiker kamen entweder aus London oder lebten zu dieser Zeit dort. Die ersten Tunes wurden auch noch von Juan Wijngaard (Drehleier, flämischer Dudelsack) maßgebend beeinflusst. Bill O’Toole kehrte später nach Australien zurück, dafür kamen Dave Roberts (Melodeon, Percussion), Cliff Stapleton und Paul James (Dudelsack, Saxofon) zur Gruppe hinzu. In dieser Besetzung wurde die erste, noch namenlose, Platte aufgenommen. Seitdem erfuhr die Zusammensetzung der Gruppe zahlreiche Änderungen.
Ende der Neunzigerjahre spielten neben Paul James und Jon Swayne: Jo Freya (Saxofon, Gesang), Dave Shepperd (Geige), Ian Luff (Bass, Cister), Andy Cutting (Melodeon) und Nigel Eaton (Drehleier). Die Band trennte sich 1990, trat aber bei entsprechenden Gelegenheiten immer wieder gemeinsam auf.
Zum 25-jährigen Bandjubiläum 2003 kam es zur offiziellen Wiedervereinigung. Grégory Jolivet ersetzte in der Folge Nigel Eaton, auf Ian Luff folgte Barn Stradling (Bassgitarre).

## Diskografie
Alben
- 1982: Blowzabella (Plant Life)
- 1983: In Colour (Plant Life)
- 1984: Bobbityshooty (Plant Life; Neuauflage 1998)
- 1984: Tam Lin (Frankie Armstrong und Blowzabella; Plant Life)
- 1986: Wall of Sound (Plant Life; Neuauflage 1996)
- 1986: The B to A of Blowzabella
- 1988: A Richer Dust (Plant Life; Neuauflage 1996)
- 1988: Pingha Frenzy (Live von der Tour in Brasilien; 	K.422)
- 1990: Vanilla (Special Delivery)
- 1995: Compilation (1982–1990) (Osmosys)
- 2007: Octomento
- 2010: Dance
- 2013: Strange News
- 2018: Two Score
- 2022: Tilham
- 2024: The Core (Aufnahmen von 1979; Goat Bag Records)

EPs
- 2024: Happy Times: French Dances (Aufnahmen von 1979; Goat Bag Records)

## Bibliografie
- Encyclopaedia Blowzabellica. Blowzabella tune and dance book. Dragonfly Music, 1986.
- New Tunes for Dancing. Blowzabella tune and dance book, 2004, ISBN 0-9549013-0-4, ISMN M-9002107-0-8.